# Sombreado Gouraud
El sombreado Gouraud es una técnica usada en gráficos 3D por ordenador que simula efectos de luz y color sobre superficies de objetos. Fue publicada por Henri Gouraud en 1971. Esta técnica de sombreado permite suavizar superficies con una carga computacional menor que con otros métodos basados en el cálculo píxel a píxel.

## Fundamentos

Polígono con sombreado Gouraud.

En primer lugar, se calculan los valores de luminosidad de cada vértice promediando los valores de las superficies que en él convergen mediante el método de reflexión de Phong. A continuación se calculan las intensidades de cada píxel de las superficies implicadas mediante interpolación bilineal a partir de los valores estimados de los vértices. De esta manera, los valores de luminosidad de los polígonos consisten en el gradiente formado por los valores de los vértices.

## Ventajas e inconvenientes

Esfera con sombreado Gouraud - nótese el efecto flash de la luz especular.

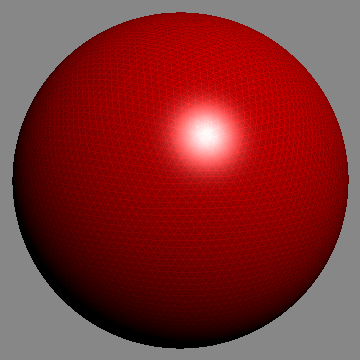
Mismo ejemplo pero con un aumento significativo de la densidad poligonal.

Los puntos fuertes y debilidades del sombreado Gouraud se deben a las interpolaciones. Interpolar la luz de una superficie completa a partir de tres valores originales que requieren bastante tiempo de computación siempre será más rápido que calcular dichos valores de luz píxel a píxel, tal como hace el sombreado Phong. Sin embargo, los efectos luminosos muy localizados (como los reflejos especulares, por ejemplo, el destello de un foco sobre una manzana) no serán representados correctamente; es más, si uno de estos efectos luminosos estuviera en alguno de los vértices del polígono representado, alteraría la interpolación de la cara completa, resultando en una representación incorrecta del modelo 3D.
Este problema puede verse claramente en la representación de un objeto rotando que al ser iluminado por un foco puntual presenta un destello localizado sobre su superficie. El destello debería desplazarse suavemente sobre la superficie del objeto mientras éste rota, pero el sombreado Gouraud provocaría un efecto similar al de una serie de disparos de flash que se extiende por varias caras poligonales del modelo. Una forma de reducir este efecto indeseado consistiría en aumentar la densidad de polígonos del modelo, o en una teselación adaptativa que incrementase la densidad de polígonos solo en el área afectada.
Independientemente del problema mencionado anteriormente, el sombreado Gouraud supera al sombreado plano, que a pesar de requerir menos tiempo de procesado, genera superficies más afilidas en modelos formados por pocos polígonos. Este modelo de sombreado es usado actualmente en algunos motores de videojuegos, como Unreal Engine 4, Godot, entre otros.